# USS Gudgeon (SS-211)
«Гаджеон» (англ. USS Gudgeon (SS-211) — американський підводний човен типу «Тамбор», котрий взяв участь у бойових діях Другої світової війни.
Човен спорудили на належній ВМС США верфі Mare Island Naval Shipyard у Вальєхо, штат Каліфорнія.
28 серпня 1941-го «Гаджеон» вирушив на Аляску та Алеутські острови, де відвідав Ситку, Кадьяк та Датч-Гарбор з метою вивчення питання щодо їх придатності для організації військово-морських баз. 10 жовтня 1941-го човен прибув до головної бази Тихоокеанського флоту у Перл-Гарборі.

## Походи
Всього човен здійснив дванадцять бойових походів.

### 1-й похід
Вже 11 грудня 1941-го «Гаджеон» вийшов з бази, маючи завдання діяти поблизу острова Кюсю. Тут він не зміг досягти успіху, проте 27 січня 1942-го, вже при поверненні на базу, в районі за чотири сотні кілометрів на захід від атолу Мідвей потопив підводний човен I-73. Таким чином, «Гаджеон» став першим підводним човном США, який потопив бойовий корабель у Другій світовій війні. 29 січня «Гаджеон» прибув до Перл-Гарбору.

### 2-й похід
22 лютого 1942-го човен вирушив до району бойового патрулювання у Східнокитайському морі, де 27 березня за сто сорок кілометрів на північний схід від острова Чеджу потопив транспорт. 15 квітня «Гаджеон» повернувся до Перл-Гарбору.

### 3-й похід
Тривав з 26 травня по 14 червня 1942-го. Човен діяв на північний захід від Мідвей в межах битви за цей атол. Японці зазнали важкої поразки, втім, «Гаджеон» не зміг при цьому досягти успіху.

### 4-й похід
11 липня 1942-го човен вийшов для дій в районі східних Каролінських островів на комунікаціях атолу Трук (ще до війни японці створили тут потужну базу ВМФ, з якої до лютого 1944-го провадились операції та йшло постачання гарнізонів у цілому ряді архіпелагів). На початку серпня за півтори сотні кілометрів на захід від Трука «Гаджеон» потопив вантажне судно, а 17 серпня за півсотні кілометрів на північний захід від атолу торпедував та пошкодив танкери Shinkoku Maru  (загине у лютому 1944-го на Труці під час атаки авіаносного з'єднання) та Nichiei Maru (буде потоплений підводним човном, але лише у січні 1945-го). 2 вересня Gudgeon прибув до Брисбену на західному узбережжі Австралії.

### 5-й похід
Тривав з 2 жовтня по 1 грудня 1942-го та завершився поверненням до Брисбену. Човен діяв на комунікаціях японського угруповання, котре вело важку битву за Гуадалканал, та в останній декаді жовтня потопив транспорт у морі Бісмарка за дві з половиною сотні кілометрів на північний захід від Рабаулу (головна передова база у архіпелазі Бісмарку, з якої безпосередньо провадились операції на Соломонових островах).

### 6-й похід
Тривав з 27 грудня 1942 по 18 лютого 1943 та завершився прибуттям до Фрімантлу на західному узбережжі Австралії. Gudgeon патрулював поблизу Філіппінського архіпелагу, де не зміг збільшити свій бойовий рахунок. Водночас під час цього походу човен виконав два спеціальні завдання.

### 7-й похід
13 березня 1943-го Gudgeon вийшов для бойового патрулювання у водах Нідерландської Ост-Індії. Тут у останній декаді березня він потопив два судна — перше у Яванському менш ніж за сотню кілометрів на північ від Сурабаї, а друге в Макасарській протоці за дві сотні кілометрів на північний схід від Балкіпапану. В останньому випадку був також, ймовірно, пошкоджений танкер Kyoei Maru № 2 (у підсумку буде потоплений підводним човном, проте в липні 1944-го). 6 квітня Gudgeon повернувся до Фрімантлу.

### 8-й похід
15 квітня 1943-го човен вийшов для дій в районі Філіппінського архіпелагу, де 28 квітня в морі Сулу біля західного узбережжя острова Панай потопив лайнер Камакура-Мару. Останній перевозив понад 2500 пасажирів, включаючи військовослужбовців, біля 1000 нафтовиків та 150 жінок, з яких змогли врятуватись лише 437 осіб. Також загинуло 148 членів екіпажу. 4 травня біля Панаю Gudgeon потопив артилерією траулер Нака-Мару, а 12 травня на протилежній стороні архіпелагу у протоці Сан-Бернардино (розділяє острови Лусон і Самар та виводить із внутрішніх морів Філіппін до Філіппінського моря), торпедував та знищив ще один транспорт. 25 травня човен прибув до Перл-Гарбору, звідки вирушив у Сан-Франциско для проведення ремонту.

### 9-й похід
1 вересня 1943-го «Гаджеон» вийшов із Перл-Гарбору та попрямував на бойове патрулювання в районі Маріанських островів. 28 вересня за пару десятків кілометрів на північний захід від острова Сайпан він потопив вантажопасажирське судно, а наступної доби на північний схід від Сайпану пошкодив переобладнаний канонерський човен Санто-Мару (буде відремонтований та у підсумку переживе війну). 6 жовтня Gudgeon прибув на атолі Мідвей.

### 10-й похід
Тривав з 31 жовтня по 11 грудня 1943-го. Човен патрулював у Східнокитайському морі, де 23 листопада навпроти Тайчжоу Gudgeon атакував конвой HI-21, котрий прямував із Моджі. Спершу він потопив фрегат «Вакамія» (вижило лише 4 із 135 членів екіпажу), після чого знищив транспортне судно «Некка-Мару» (загинуло 387 військовослужбовців та членів екіпажу).

### 11-й похід
18 січня 1944-го «Гаджеон» вийшов до району бойового патрулювання у Східнокитайському морі. 11 лютого поблизу Веньчжоу він потопив транспортне судно (до того вже пошкоджене китайською авіацією), а 17 лютого за кілька сотень кілометрів на схід знищив артилерією сампан. 5 березня човен прибув до Перл-Гарбору.

### 12-й похід
4 квітня 1944-го «Гаджеон» вийшов із Перл-Гарбору, 7 квітня пройшов бункерування на острові Джонстон, після чого попрямував до району на північ від Маріанських островів. 14 травня човну наказали повернутись на Мідвей, проте цього так і не сталось.

## Обставини загибелі
Ймовірно, «Гаджеон» загинув 18 квітня 1944-го, коли японські літаки атакували підводний човен та скинули на нього дві бомби. За повідомленням пілотів, перша бомба пошкодила носову частину ворожого корабля, тоді як друга потрапила прямо у командирський місток. Центральна частина субмарини зазнала сильних руйнувань, із неї активно витікала нафта. Незрозумілим у цьому повідомленні є лише район, визначений як три сотні кілометрів від невідомого острова Іох. Ймовірно, японці припустились помилки при кодуванні, а атака сталась біля островів Мауг (п'ять сотень кілометрів на північ від Сайпану), де в цей день мав перебувати Gudgeon.

## Спеціальні завдання
14 січня 1943-го човен висадив 6 філіппінців та вивантажив 1 тону спеціального обладнання поблизу порту Катомон на острові Негрос (центральна частина Філіппінського архіпелагу).
9 лютого 1943-го «Гаджеон» евакуював з острова Тимор 28 осіб (австралійців, англійців, португальців та філіппінців).
30 квітня 1943-го човен висадив поблизу Пасіо на острові Панай 4 бійців та вивантажив 3 тони спорядження. Також були евакуйовані звідси 2 особи.

## Бойовий рахунок
| Дата       | Назва                                     | Тип                | Тоннаж | Місце              |
| 27.01.1942 | I-73                                      | підводний човен    | 1785   | 28°24'N 178°35'E   |
| 27.03.1942 | Ніссхо Мару                               |                    | 6526   | 33°50'N 127°33'E   |
| 03.08.1942 | Наніва Мару                               | вантажне           | 4858   | 7°37'N 150°18'E    |
| 21.10.1942 | Тьоко Мару                                | вантажопасажирське | 6783   | 3°30'S 150°30'E    |
| 22.03.1943 | Мейген-Мару                               | вантажне           | 5434   | 6°31'S 112°47'E    |
| 29.03.1943 | Тохо-Мару                                 | танкер             | 9997   | 0°0'N 118°18'E     |
| 28.04.1943 | Камакура Мару                             | транспорт          | 17526  | 10°18'N 121°44'E   |
| 04.05.1943 | Нака-Мару                                 | траулер            | 500    | 10°11'N, 121°43'E  |
| 12.05.1943 | Суматра Мару                              | вантажне           | 5862   | 12°43'N 124°8'E    |
| 28.09.1943 | Тайан Мару                                | вантажопасажирське | 3158   | 15°22'N 145°38'E   |
| 23.11.1943 | Некка Мару                                | транспорт          | 6784   | 28°49'N 122°11'E   |
| 23.11.1943 | Вакамія                                   | фрегат             | 860    | 28°49'N 122°11'E   |
| 11.02.1944 | Сацума-Мару (разом з китайською авіацією) |                    | 3091   | 27°38'N, 121°15'E. |